# 臭阿魏
臭阿魏（学名：Ferula teterrima）为伞形科阿魏属的植物。分布于俄罗斯以及中国大陆的新疆等地，多生长在蒿属植物为主的荒漠并带砾石的粘质土上，目前尚未由人工引种栽培。